# Líderes da Nova Mensagem
Líderes da Nova Mensagem foram uma banda hip hop portuguesa de Almada, de finais da década de oitenta e inícios da década de noventa. Formados por MC Nilton, Pio MC, Beat Box King, Hugo Costa (Cyber G.), Pedro Manaças e DJ Jaws T, participaram activamente na génese do movimento rap/hip-hop em Portugal tendo editado um álbum de originais, Kom-tratake, em 1996 e participado com dois temas - "O Rap É uma Potência" e "Sê Tu Mesmo" - na colectânea de hip-hop Rapública, editada pela Sony em 1994.

## História
Formados nos finais de 80 e início dos anos 90, como outras bandas de garagem da Margem Sul do Tejo, rapidamente se tornaram uma referência no panorama emergente do hip-hop português, então embrionário. O som dos Líderes da Nova Mensagem não passou despercebido à editora Sony Music que, em 1994, lançou a compilação Rapública. Sendo este a primeira amostra "oficial" do hip-hop português, este álbum contava com temas de grupos como Zona Dread, Boss AC, New Tribe, Family, Black Company e os próprios Líderes da Nova Mensagem. Dos dois temas da banda constantes da compilação ("O Rap É uma Potência" e "Sê Tu Mesmo"), estava previsto o primeiro como single de apresentação de Rapública. No entanto, a facilidade com que as rádios aderiram ao tema "Nadar", dos Black Company, alterou os planos iniciais da editora e catapultou a compilação e o hip-hop português para o top de vendas conquistando a adesão do público a este estilo musical, que então dava os primeiros passos em Portugal.
O sucesso da compilação granjeou definitivamente o lugar do hip-hop na música portuguesa, condicionando a estreia em álbum próprio de artistas como Boss Ac, Black Company ou Da Weasel. De igual modo, também os Líderes da Nova Mensagem, após tocarem no palco Blitz do Festival Vilar de Mouros em 1996, ao lado de bandas como Da Weasel ou Ramp, foram convidados a gravar um álbum de originais.
Lançado no ano de 1997 pela Vidisco, o álbum Kom-tratake foi produzido pelo DJ NM (Antena 3) e contou com a participação de músicos como Nanã Sousa Dias, os rappers D. Mars, Double V. e Melo D., além de samples de guitarra portuguesa ou vozes do poeta e deputado Manuel Alegre e João Villaret. Os desenhos do CD single "Kom-tratake" e do booklet do álbum são da autoria de Pedro Manaças, o baixista dos Líderes, também ilustrador em jornais desportivos.
Na sua edição de 18 de Julho de 2003, num artigo de fundo sobre os 10 anos de hip-hop em português, o Suplemento Y do jornal Público referia-se desta forma ao álbum Kom-tratake dos Líderes da Nova Mensagem: "O álbum chegou no 'timming' errado por duas razões: (em 1996) a euforia em torno do hip-hop feito em Portugal tinha passado e a proposta dos Líderes da Nova Mensagem, onde se incluíam samples de guitarra portuguesa e poesia declamada por Manuel Alegre, estava muito à frente". 
Talvez por esta (ou outra razão) os Líderes da Nova Mensagem separaram-se em 1998. DJ Jaws-T prosseguiu a sua participação nos Arkham Hi-Fi, juntamente com o jornalista e produtor Rui Miguel Abreu. Também MC Nilton colaborou em projectos pontuais de hip-hop. Hugo Costa (Cyber G.), mudou de rumo, enveredando pela participação como músico e letrista em vários projectos de renome.

## Discografia
Gravaram os discos: 
- Kom-tratake (CD, Vidisco, 1997) [7]
- Kom-tratake*  (CD single, 1997)

### Compilações
- Rapública, com os temas "O rRp É uma Potência" e "Sê Tu Mesmo" (CD, Sony Music, 1994) [8][4]
- Nação Hip-Hop, com o tema "Sttop" (CD, EMI-Valentim de Carvalho, 2003)[9]